# Naour
Naour (franska: Naour (CR), Naour (Commune Rurale), arabiska: فم العنصر) är en kommun i Marocko.   Den ligger i provinsen Béni Mellal och regionen Béni Mellal-Khénifra, i den nordöstra delen av landet, 190 km söder om huvudstaden Rabat. Antalet invånare är 6 433.